# 안토니오 로사티
안토니오 로사티(이탈리아어: Antonio Rosati, 1983년 6월 26일, 티볼리 ~ )는 이탈리아의 전 축구 선수이다.

## 프로 경력

### 레체
그가 비록 2001-2002 시즌 세리에 C2 경기를 뛰지는 않았지라도, 그는 아틀레티코 로마 FC에서 프로 생활을 시작하였다. 그는 다음 해였던 2002-2003 시즌에 레체로 이적을 하였고, 세리에 A에서 레체가 키에보를 3-0으로 이긴 2005년 12월에 1군 데뷔전을 치렀다. 2005-06 시즌에 그는 삼베네데테세로 임대를 떠나 세리에 C1의 남은 8경기를 뛰었다.
로사티는 2006-07 시즌 레체의 선발 골키퍼로 선택되었고 2007-08 시즌을 성공적으로 보냈지만, 팀이 세리에 A에 있던 2008-2009 시즌에는 단 4 경기만을 뛰었다. 팀이 다음 시즌에 2부 리그로 강등이 되고, 프란체스코 베누시가 팀을 떠나고 나서 다시 선발 골키퍼의 역할을 다시 얻었다. 레체는 다시 1부 리그로 올라갔다.
세리에 A로 돌아간 2010-11 시즌에서, 로사티는 38 경기를 뛰었고 레체의 예상치 못한 강등권 싸움에서도 뛰어난 핵심선수였다.

### 나폴리
레체에서 이례적으로 뛰어난 모습을 보여준 로사티는 30만 유로에 모르간 데 산크티스의 백업 선수로 나폴리에 영입되었다.

## 수상 경력
- 세리에 B:1

2009-10 (레체)
- 코파 이탈리아:1

2011-12 (나폴리)